# Lycaena griqua
Lycaena griqua är en fjärilsart som beskrevs av William Schaus 1902. Lycaena griqua ingår i släktet Lycaena och familjen juvelvingar. Inga underarter finns listade i Catalogue of Life.